# Psilogramma fasciata
Psilogramma fasciata är en fjärilsart som beskrevs av Adolf G. Closs 1916. Psilogramma fasciata ingår i släktet Psilogramma och familjen svärmare. Inga underarter finns listade.